# Скацел, Ян

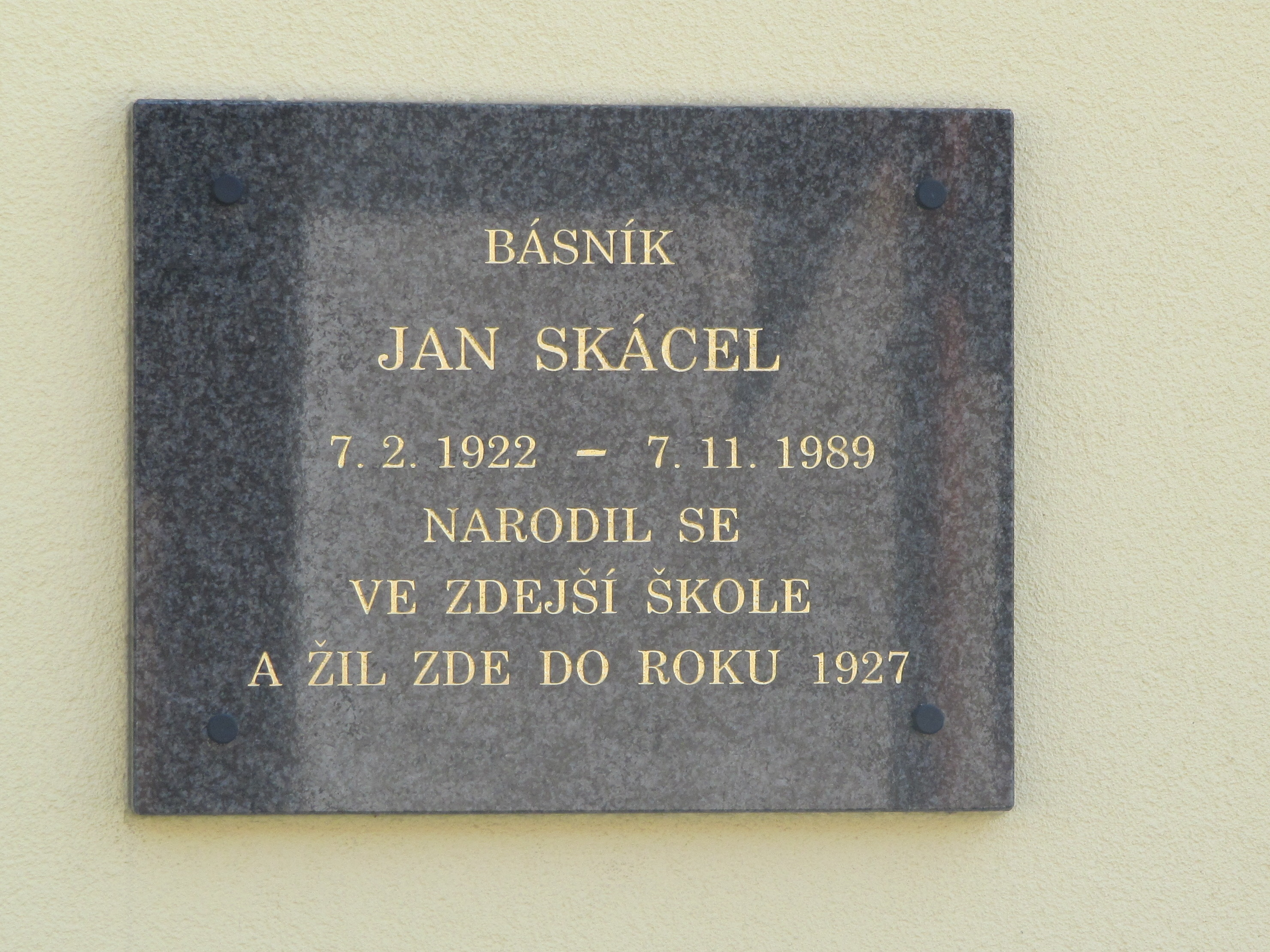
Памятная доска на здании школы, где родился Ян Скацел

Ян Скацел (чеш. Jan Skácel; 7 февраля 1922, деревня Вноровы, Чехословакия — 7 ноября 1989, Брно, Чехословакия) — чешский поэт, прозаик, переводчик, автор книг для детей.

## Биография
Родился в учительской семье в восточной Моравии, фольклорно-песенном краю, с которым остался связан на всю жизнь. В 1941 году окончил гимназию в Брно, служил кинобилетером, в 1942 году был отправлен немецкими войсками на принудительные работы в Австрию — рыл туннели и прокладывал дороги.
После войны окончил философский факультет Масарикова университета в Брно. С 1948 года вёл рубрику «Культура» в брненском журнале Rovnost, подружился с его редактором, поэтом Олдржихом Микулашеком. В 1954 перешёл работать в редакцию литературы на радио Брно, с 1963 издавал вместе с Микулашеком журнал Host do domu («Гость в дом»).
После подавления Пражской весны журнал был в 1969 году закрыт, произведения Скацела запрещены, ему была полностью перекрыта дорога в печать. Поэт оказался приговорён к «внутренней эмиграции» и лишён каких бы то ни было источников существования, жил в крайней бедности. Однако его стихи распространялись в самиздате, публиковались и переводились за рубежом, он был избран членом-корреспондентом Баварской академии изящных искусств в Мюнхене. Лишь после 1981 Скацел вернулся к публичной жизни, его стихи вновь начали публиковать, пусть с цензурными ограничениями и маленькими тиражами. Он несколько дней не дожил до бархатной революции.

## Творчество и признание
Для поэзии Скацела характерна тесная связь с моравской фольклорной традицией, религиозной поэзией чешского Средневековья, крайний лаконизм и, вместе с тем, максимальное выявление семантических богатств чешского и моравского слова. Милан Кундера, сближавший эту смысловую углубленность Скацела с этимологическими поисками Хайдеггера, признавался, что с родным языком его связывают именно скацеловские стихи.

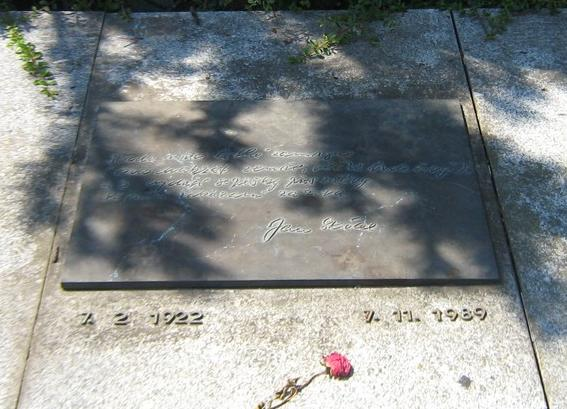
Могила Яна Скацела в Брно

Скацел переводил Плавта и Софокла. Лауреат Премии Петрарки (июнь 1989, Лукка, лаудация Петера Хандке), Международной Премии Виленицы (осень того же года, Словения). Его стихи и микропроза переводились на английский, французский, немецкий, итальянский, испанский, польский, словенский, русский языки, причем среди его переводчиков — крупные европейские поэты (Ф. Жакоте, П. Хандке, Р. Кунце).
На его тексты писал музыку Петр Эбен, современный чешский композитор Милош Штедронь (), диск «Солнцеворот» Иржи Павлицы и его ансамбля традиционных инструментов на стихи Скацела () разошёлся по Чехии в десятках тысяч экземпляров и выдержал несколько изданий.
В 2002 году Ян Скацел получил звание почётного гражданина Брно.
Именем поэта в 2017 году назван астероид (7218) Скацел, открытый в 1979 году.

## Произведения

### Стихи
- Kolik příležitostí má růže / Сколько шансов есть у розы (1957).
- Co zbylo z anděla? / Что осталось от ангела? (1960).
- Hodina mezi psem a vlkem / Пора меж волка и собаки (1962).
- Chyba broskví / Нехватка персиков (1978, Торонто).
- Oříšky pro černého papouška / Орешки для чёрного попугая (1980, Гамбург).
- Dávné proso / Давнее просо (1981).
- Naděje s bukovými křídly / Надежда с буковыми крыльями (1983).
- Odlévání do ztraceného vosku / Отливки в потерянном воске (1984).
- Kdo pije potmě víno / Пьющий впотьмах вино (1988).
- Noc s Věstonickou venuší / Ночь с Вестоницкой Венерой (1990, посмертно).
- Znovu láska / И снова любовь (1991, посмертно).

### Проза
- Jedenáctý bílý kůň / Одиннадцатый белый конь (1964).
- Třináctý černý kůň / Тринадцатый чёрный конь (1993, посмертно).

### Сводные издания
- Stracholam. Praha: Primus, 2001 (избранная лирика).
- Jan Skácel — Jiří Fried. Vzájemná korespondence/ Jiří Opelík, ed. Praha: Lidové noviny, 2001 (переписка).

### Публикации на русском языке
- Ян Скацел. Стихи (Перевод с чешского А. Кушнера, А. Пурина. Вступление О. Малевича). Маленькие рецензии (Перевод с чешского В. Каменской) // Иностранная литература, 1990, № 11, 65–77. doc
- Ян Скацел. Стихи (Перевод с чешского и послесловие Сергея Скорвида) // ImWerden, 2008. doc